# 313116 Pálvenetianer
(313116) Pálvenetianer, denumire internațională (313116) Palvenetianer, este un asteroid din centura principală de asteroizi.

## Descriere
313116 Pálvenetianer este un asteroid din centura principală de asteroizi. A fost descoperit pe 31 decembrie 2000 la Piszkesteto de Krisztián Sárneczky și László L. Kiss. Asteroidul prezintă o orbită caracterizată de o semiaxă mare de 2,35 ua, o excentricitate de 0,14 și o înclinație de 0,9° în raport cu ecliptica.